# Insygnia Augusta II Mocnego

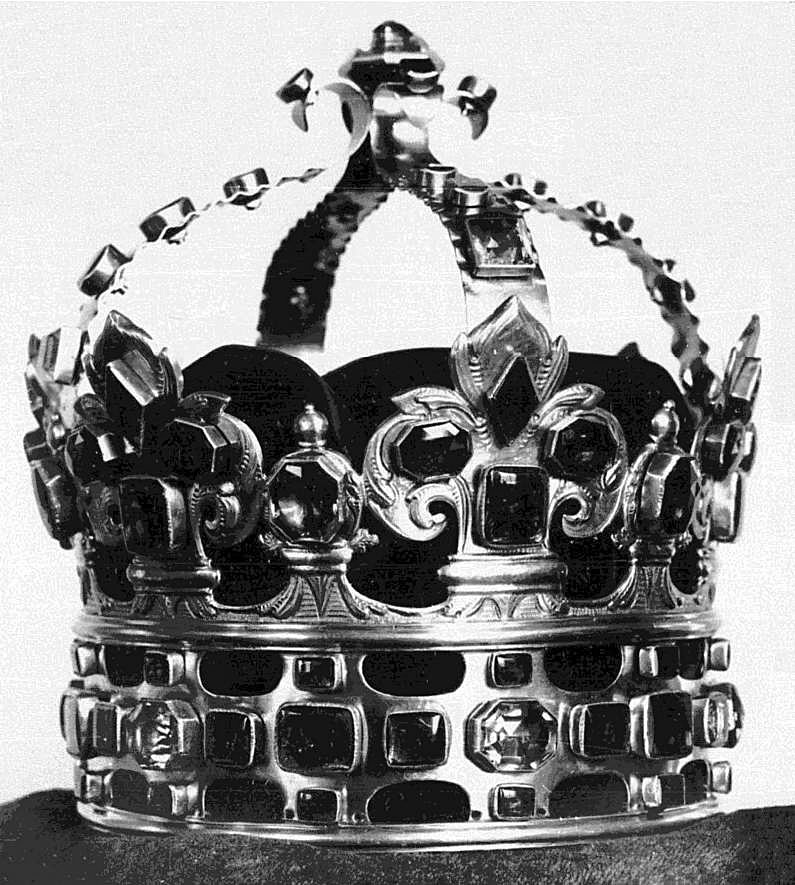
Korona Augusta II Mocnego

Insygnia Augusta II Mocnego – prywatne regalia królewskie wykonane w 1697 roku przez złotnika Johanna Friedricha Klemma dla księcia-elektora saskiego i króla polskiego Augusta II Mocnego. Przechowywane w Rüstkammer w Dreźnie.

## Historia
Podwójna elekcja księcia Conti i elektora saskiego w 1697 roku spowodowała, że obaj pretendenci do tronu polskiego mieli poważne kłopoty związane z uzyskaniem akceptacji części szlachty dla swojej koronacji. W najtrudniejszej sytuacji był Fryderyk August I Wettyn, który nie miał poparcia prymasa Polski, Michała Radziejowskiego oraz większości senatorów sprawujących pieczę nad Skarbcem Koronnym na Wawelu. W związku z tym spodziewając się przeszkód w zdobyciu insygniów koronacyjnych nakazał przygotować przed swoim przybyciem do Krakowa regalia zastępcze.
Jego przeczucia okazały się słuszne. Gdy przybył do Rzeczypospolitej okazało się, że koronację należy opóźnić o kilka dni, gdyż stronnicy Sasa nie byli w stanie nakłonić kustosza koronnego i burgrabiów zamkowych do wydania kluczy do skarbca. Regalia zastępcze były więc niezbędne aby biskup kujawski Stanisław Kazimierz Dąmbski mógł uroczyście intronizować Augusta II Mocnego. 
W przeddzień uroczystości znaleźli się jednak śmiałkowie, którzy postanowili znaleźć sposób, aby koronacja odbyła się oryginalnymi insygniami królewskimi. Dwaj dostojnicy duchowni, opat ze Świętego Krzyża, Aleksander Benedykt Wyhowski i opat z Czerwińska, Mikołaj Michał Wyżycki dokonali z pomocą swoich sług wyłomu w murze zamkowym i przez dziurę dostali się do skarbca, z którego wykradli koronę, berło, jabłko i miecz. 
Przywiezione z Drezna regalia zastępcze okazały się więc niepotrzebne. August II Mocny zachował je jednak i traktował w późniejszych latach jako insygnia prywatne. W XVIII wieku przekazał je do swojej kolekcji klejnotów koronnych i militariów Rüstkammer, aby sascy poddani króla mogli podziwiać podczas wizyt na zamku w Dreźnie regalia elektora.

## Opis insygniów
Korona Augusta II Mocnego jest wykonana z pozłacanego srebra, zdobiona barwna emalią, imitacjami kamieni szlachetnych i zamknięta przez cztery kabłąki i zwieńczona na szczycie dużym kamieniem półszlachetnym zamiast krzyża. Berło jest skromne, złocone, dekorowane wyobrażeniami roślinnymi.
Jabłko królewskie, złocone, wieńczy krzyż zdobiony kamieniami półszlachetnymi. Miecz królewski to wytworne insygnium zakończone finezyjnie modelowana głową orła, wysadzane turkusami i innymi kamieniami szlachetnymi.
Insygnia Augusta II Mocnego prezentowane są na wykonanym ok. 1733 roku, naturalnej wielkości woskowym manekinie ubranym w strój koronacyjny. Figura ta wraz z regaliami od XIX wieku uważana była za zaginioną. Odnalazła się przypadkowo w 1929 roku podczas inwentaryzacji magazynu teatru dworskiego w Zwingerze.

## Literatura
- Jerzy Lileyko. Regalia Polskie. Warszawa 1987. ISBN 83-03-02021-8
- Michał Rożek. Polskie koronacje i korony. Kraków 1987. ISBN 83-03-01914-7